# 전등사 (드라마)
〈전등사〉는 1998년 2월 6일에 MBC에서 방영한 베스트극장이다. 이한호가 극본을 썼고, 박성수가 연출했으며, 조재현, 김현주, 임호가 출연한다. 전등사 대웅전에 있는 나부상(裸婦像)에 얽힌 전설을 소재로 하였다. 제6회 베스트극장 극본공모 최우수작을 바탕으로 했다.
대웅전 건축 과정을 통해 조선 시대 건축가의 예술혼을 조명해보고 과거의 인연이 현재까지 이어지는 이야기 구조를 통해 주인공 남녀의 처절한 사랑 이야기를 감동적으로 그려본다. 양반집 아씨 효임을 사랑한 목수 홍목의 헌신적이고 치열한 사랑과 혼약 상대자인 윤중을 위해 목숨까지 내놓는 효임의 사랑을 들여다 본다.

## 줄거리
재일교포인 홍목이 잡지에서 우연히 전등사 대웅전의 나부상을 보고, 고양감을 느껴 전등사를 찾는다. 안내인인 단금을 따라 나부상 앞에 선 홍목은 절 안의 어떤 여인을 본다. 이야기는 광해군 치세의 옛 조선시대로 거슬러 올라간다. 유능한 도편수인 홍목은 정참판댁의 효임이라는 여인을 연모한다. 그래서 그녀를 떠올리며 목각인형을 깎아 선물한다. 하지만 효임은 날 때부터 이미 이씨 문중의 자제 윤중과 정혼이 되어 있었고 홍목의 구애를 거절한다. 이것이 밝혀져 홍목은 정참판의 노여움을 사 매를 맞고 스승의 도움으로 간신히 목숨을 건진다. 그럼에도 홍목은 효임에 대한 감정을 꺾지 않는다. 한편 스승은 강화도에 전등사를 축조하라는 어명을 받게 된다.
이후 정참판은 반정이 실패하여 대역죄인으로 처형된다. 가세가 기울고 이씨 문중도 효임을 외면하며 효임은 관비로 팔려가게 된다. 홍목은 위험을 무릅쓰고 효임을 구출해오고 정참판의 시신도 수습해준다. 효임은 도편수 패거리에서 지내게 된다. 홍목은 효임에게 다시 구애해 보지만 효임은 이미 이씨 문중에 매인 몸이라며 재차 거절한다. 효임의 마음을 돌릴 수 없음을 깨달은 홍목은 스승 대신 강화도로 떠난다. 홍목이 강화도에서 자포자기한 생활을 하는 사이 스승이 죽고, 홍목에게 딸인 단금을 맡긴다.
윤중은 재상집 사위가 되어 출세했지만 효임은 여전히 윤중을 기다린다. 홍목은 효임이 자신을 바라봐주길 고대하며 전등사 축조에 몰두하기로 하고, 단금은 홍목의 사랑을 얻을 수 없음을 알게 된 뒤 출가한다. 5년여의 시간이 흐른다. 홍목은 정참판의 묘를 이장해주고, 여전히 효임을 연모하고 있음을 밝힌다. 그즈음 윤중이 찾아온다. 윤중은 반정을 꾸미다가 발각되어 처형이 예정되어 있었고, 죽기 전에 효임을 만나 사과하러 온 것이다. 효임은 그를 명나라로 망명시키기로 결심한다. 그래서 홍목을 찾아가 '앞으로 윤중으로 살겠다면 당신의 부인이 되겠다'고 약속하고, 아무것도 모르는 홍목은 기뻐하며 효임과 잠자리를 가진다. 그날 밤 홍목은 윤중 대신 체포되어 관아에 끌려가게 된다. 홍목은 효임에게 목숨을 부지한다면 자신과 혼인해달라고 부탁한다. 윤중은 무사히 조선을 탈출하고, 홍목은 전등사 축조의 어명을 수행하고 있음이 밝혀져 살아 돌아온다. 그러나 효임은 이미 독약을 먹고 자살을 택했다. 배신감과 광기에 휩싸인 홍목은 효임의 넋을 전등사에 가둬두겠다는 일념으로 나부상을 깎는다.
다시 현재로 돌아와서, 홍목은 절을 나선 여인을 보고 그녀를 부르고, 바로 효임임이 밝혀진다.

## 출연진

### 주요 인물
- 조재현 : 도편수 박홍목 역
- 김현주 : 아씨 정효임 역
- 임호 : 이윤중 역

### 그 외 인물
- 강성연
- 정기성
- 정수형
- 김승수
- 김일웅
- 권인선
- 구혜진
- 김세아
- 유서진
- 박형선
- 김옥주
- 최세환
- 김인문
- 장혜윤
- 한인수
- 박영지
- 이경아
- 최종환
- 최한호
- 최범호
- 최재호
- 이세황
- 최우혁
- 김동현
- 홍충민